# فرانك هافنر
فرانك هافنر (بالإنجليزية: Frank Hafner)‏ هو لاعب كرة قاعدة أمريكي، ولد في 14 أغسطس 1867 في هانيبال في الولايات المتحدة، وتوفي بنفس المكان في 2 مارس 1957.

## وصلات خارجية
- فرانك هافنر على موقعبيزبول رفرنس.كوم (الدوري الرئيسي) (الإنجليزية)
- فرانك هافنر على موقعبيزبول رفرنس.كوم (الدوري الثانوي) (الإنجليزية)